# Crazy Cars (serie)
Crazy Cars es una serie de videojuego de carreras desarrollado y publicado por la compañía francesa Titus. Apareció al principio de 1987 e incluye cuatro entregas.

## Juegos
| 1987 | Crazy Cars               |
| 1988 | Crazy Cars II            |
| 1989 |                          |
| 1990 |                          |
| 1991 |                          |
| 1992 | Crazy Cars III           |
| 1993 |                          |
| 1994 |                          |
| 1995 |                          |
| 1996 |                          |
| 1997 |                          |
| 1998 |                          |
| 1999 |                          |
| 2000 |                          |
| 2001 |                          |
| 2002 |                          |
| 2003 |                          |
| 2004 |                          |
| 2005 |                          |
| 2006 |                          |
| 2007 |                          |
| 2008 |                          |
| 2009 |                          |
| 2010 |                          |
| 2011 |                          |
| 2012 | Crazy Cars: Hit the Road |

### Crazy Cars
La primera entrega, publicada en 1987, originalmente en Amiga, es uno de los primeros juegos de Titus Interactive. Se rechazó en varias PC de 8 y 16 bits. La acción tiene lugar en las carreteras de varios estados estadounidenses y al volante de varios autos de carreras (Porsche, Ferrari, Mercedes, etc.). La jugabilidad está esencialmente orientada arcade, de una manera bastante cercana a Out Run.

### Crasy Cars II
La segunda entrega, titulada F40 Pursuit Simulator en Estados Unidos, a menudo se considera la más innovadora de las tres. Solo un Ferrari F40 es seleccionable, pero se ha hecho un gran progreso tanto en términos de jugabilidad como producción del título.

### Crazy Cars III
La tercera entrega, Crazy Cars III, ha tenido una actualización llamada Lamborghini American Challenge, esta vez exclusivamente para el otro automóvil de lujo italiano, el Lamborghini Diablo. Esta actualización tiene la distinción de tener un modo de 2 jugadores, completamente ausente de Crazy Cars III. Por otro lado, después de pagar la licencia para usar el diablo, Titus aprovechó la oportunidad para cambiar el título y llamarlo directamente Lamborghini American Challenge.

### Crazy Cars: Hit the Road
La cuarta y última entrega a diferencia de los juegos clásicos anteriores no cuenta con licencias de vehículos en cambio cuenta con autos con diseños basados en autos reales, pero esta vez se pueden tunear.